# Croton dichogamus
Espèce
Classification APG II (2003)
Croton dichogamus est une espèce de plantes à fleurs du genre Croton et de la famille des Euphorbiaceae, présente de l'Éthiopie au Mozambique.